# Большие Алгаши
Больши́е Алга́ши (чув. Мăн Улхаш) —  село в Шумерлинском районе Чувашской республики, центр Большеалгашинского сельского поселения. В селе 401 двор, население 710 человек. Действуют клуб, почта и фельдшерский пункт.

## История
Село Большие Алгаши — одно из самых древних в  Шумерлинском районе Чувашии (годом основания принято считать 1389 год), возникшее, как убежище при набегах ордынцев в глухих лесах на реке Алгашке, притоке Суры.
В первой половине XVII века переселенцами из села была основана деревня Алгаши, ныне село Старые Алгаши.